# 1356
1356 (MCCCLVI) fue un año bisiesto comenzado en viernes del calendario juliano, en vigor en aquella fecha.

## Acontecimientos
- Se establece la Bula de Oro en el Sacro Imperio
- 24 de agosto: Un terremoto de gran intensidad afectó a todo el suroeste de la península ibérica.
- 19 de septiembre: en Francia, en el marco de la guerra de los Cien Años, los ingleses derrotan a los franceses en la Batalla de Poitiers, capturando al rey Juan II de Francia.
- 18 de octubre: en Suiza, un terremoto de 7,1 destruye la ciudad de Basilea dejando un saldo de 1000 muertos.
- Termina la creación de Tenochtitlan creen que es la verdadera fundación

## Nacimientos
- Bonifacio IX, papa napolitano (f. 1404).
- Martín I, rey aragonés (f. 1410).

## Fallecimientos
- 19 de septiembre: Pedro I de Borbón, noble francés (n. 1311).